# VL Humu
VL Humu är ett finländskt jaktplan från 1944 som baserades på Brewster B-239 och ritades av den finländska flygplanstillverkaren Valtion lentokonetehdas. Flygplanet var till stora delar konstruerat av trä, vilket var ett av de material som krigets Finland inte led brist på. Själva skelettet var dock tillverkat i metall eftersom det hade samma konstruktion som Brewstern. 
Finland började konstruera flygplanet eftersom landet endast hade 44 exemplar av Brewster B-239. De ledande konstruktörerna var Torsti Verkkola, Arvo Ylinen och Martti Vainio. Det finländska flygvapnet beställde 90 Humuflygplan, men på sommaren 1944 avbröts tillverkningen då enbart ett exemplar, med beteckningen HM-671, hade färdigställts. Flygplanet kom sammanlagt att flyga 19 timmar och 50 minuter och dess första flygning skedde den 8 augusti 1944. Flygplanet blev 250 kg tyngre än beräknat, dess motor var för otillräcklig och flygplanet var helt enkelt inte av den klass som man förväntade sig av ett jaktplan år 1944. Man noterade dock att valet att gå från vingkulsprutor till flygkroppsmonterade kulsprutor var gott.
Prototypen hade endast två hål för kulsprutor på nosen men Humu var menat att ha tre kulsprutor i nosen.

## Museiplan i Finland
- Mellersta Finlands flygmuseum har restaurerat flygplanet HM-671 och ställt ut det.